# NASCAR Winston Cup 1997
De NASCAR Winston Cup 1997 was het 49e seizoen van het belangrijkste NASCAR kampioenschap dat in de Verenigde Staten gehouden wordt. Het seizoen startte op 16 februari met de Daytona 500 en eindigde op 16 november met de NAPA 500. Jeff Gordon won de titel voor de tweede keer in zijn carrière. De trofee rookie of the year werd gewonnen door Mike Skinner.

## Races
Top drie resultaten, exhibitie- en kwalificatiewedstrijden staan niet vermeld.
| '  | Datum  | Race                              | Circuit                         | Winnaar        | Tweede         | Derde           |
| 1  | 16-feb | Daytona 500                       | Daytona International Speedway  | Jeff Gordon    | Terry Labonte  | Ricky Craven    |
| 2  | 23-feb | GM Goodwrench Service 400         | North Carolina Speedway         | Jeff Gordon    | Dale Jarrett   | Jeff Burton     |
| 3  | 2-mrt  | Pontiac Excitement 400            | Richmond International Raceway  | Rusty Wallace  | Geoff Bodine   | Dale Jarrett    |
| 4  | 9-mrt  | Primestar 500                     | Atlanta Motor Speedway          | Dale Jarrett   | Ernie Irvan    | Morgan Shepherd |
| 5  | 23-mrt | TranSouth Financial 400           | Darlington Raceway              | Dale Jarrett   | Ted Musgrave   | Jeff Gordon     |
| 6  | 6-apr  | Interstate Batteries 500          | Texas Motor Speedway            | Jeff Burton    | Dale Jarrett   | Bobby Labonte   |
| 7  | 13-apr | Food City 500                     | Bristol Motor Speedway          | Jeff Gordon    | Rusty Wallace  | Terry Labonte   |
| 8  | 20-apr | Goody's Headache Powder 500       | Martinsville Speedway           | Jeff Gordon    | Bobby Hamilton | Mark Martin     |
| 9  | 4-mei  | Save Mart Supermarkets 300        | Infineon Raceway                | Mark Martin    | Jeff Gordon    | Terry Labonte   |
| 10 | 10-mei | Winston 500                       | Talladega Superspeedway         | Mark Martin    | Dale Earnhardt | Bobby Labonte   |
| 11 | 25-mei | Coca-Cola 600                     | Charlotte Motor Speedway        | Jeff Gordon    | Rusty Wallace  | Mark Martin     |
| 12 | 1-jun  | Miller 500                        | Dover International Speedway    | Ricky Rudd     | Mark Martin    | Jeff Burton     |
| 13 | 8-jun  | Pocono 500                        | Pocono Raceway                  | Jeff Gordon    | Jeff Burton    | Dale Jarrett    |
| 14 | 15-jun | Miller 400                        | Michigan International Speedway | Ernie Irvan    | Bill Elliott   | Mark Martin     |
| 15 | 22-jun | California 500                    | California Speedway             | Jeff Gordon    | Terry Labonte  | Ricky Rudd      |
| 16 | 5-jul  | Pepsi 400                         | Daytona International Speedway  | John Andretti  | Terry Labonte  | Sterling Marlin |
| 17 | 13-jul | Jiffy Lube 300                    | New Hampshire Motor Speedway    | Jeff Burton    | Dale Earnhardt | Rusty Wallace   |
| 18 | 20-jul | Pennsylvania 500                  | Pocono Raceway                  | Dale Jarrett   | Jeff Gordon    | Jeff Burton     |
| 19 | 2-aug  | Brickyard 400                     | Indianapolis Motor Speedway     | Ricky Rudd     | Bobby Labonte  | Dale Jarrett    |
| 20 | 10-aug | The Bud At The Glen               | Watkins Glen International      | Jeff Gordon    | Geoff Bodine   | Rusty Wallace   |
| 21 | 17-aug | DeVilbiss 400                     | Michigan International Speedway | Mark Martin    | Jeff Gordon    | Ted Musgrave    |
| 22 | 23-aug | Goody's Headache Powder 500       | Bristol Motor Speedway          | Dale Jarrett   | Mark Martin    | Dick Trickle    |
| 23 | 30-aug | Mountain Dew Southern 500         | Darlington Raceway              | Jeff Gordon    | Jeff Burton    | Dale Jarrett    |
| 24 | 6-sep  | Exide NASCAR Select Batteries 400 | Richmond International Raceway  | Dale Jarrett   | Jeff Burton    | Jeff Gordon     |
| 25 | 14-sep | CMT 300                           | New Hampshire Motor Speedway    | Jeff Gordon    | Ernie Irvan    | Bobby Hamilton  |
| 26 | 21-sep | MBNA Gold 400                     | Dover International Speedway    | Mark Martin    | Dale Earnhardt | Kyle Petty      |
| 27 | 28-sep | Hanes 500                         | Martinsville Speedway           | Jeff Burton    | Dale Earnhardt | Bobby Labonte   |
| 28 | 5-okt  | UAW-GM Quality 500                | Charlotte Motor Speedway        | Dale Jarrett   | Bobby Labonte  | Dale Earnhardt  |
| 29 | 12-okt | DieHard 500                       | Talladega Superspeedway         | Terry Labonte  | Bobby Labonte  | John Andretti   |
| 30 | 27-okt | AC Delco 400                      | North Carolina Speedway         | Bobby Hamilton | Dale Jarrett   | Ricky Craven    |
| 31 | 2-nov  | Dura Lube 500                     | Phoenix International Raceway   | Dale Jarrett   | Rusty Wallace  | Bobby Hamilton  |
| 32 | 16-nov | NAPA 500                          | Atlanta Motor Speedway          | Bobby Labonte  | Dale Jarrett   | Mark Martin     |

## Eindstand - Top 10

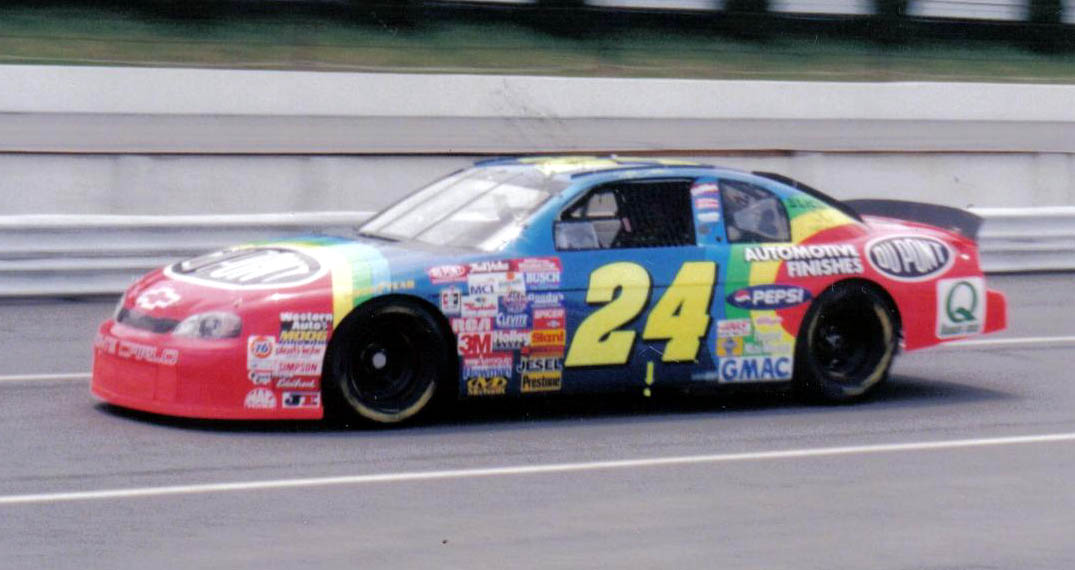
Kampioen Jeff Gordon op de Pocono Raceway.

| 1  | Jeff Gordon    | 4710 |
| 2  | Dale Jarrett   | 4696 |
| 3  | Mark Martin    | 4681 |
| 4  | Jeff Burton    | 4285 |
| 5  | Dale Earnhardt | 4216 |
| 6  | Terry Labonte  | 4177 |
| 7  | Bobby Labonte  | 4101 |
| 8  | Bill Elliott   | 3836 |
| 9  | Rusty Wallace  | 3598 |
| 10 | Ken Schrader   | 3576 |